# TV Movie
TV Movie – tygodnik o tematyce telewizyjnej, wydawany w Polsce w latach 1998–1999 przez wydawnictwo Bauer. W 1999 roku według oświadczenia czasopismo zostało zlikwidowane na skutek małej liczby wydawanych egzemplarzy. Tym samym został wchłonięty do Tele Tygodnia. Była to pierwsza gazeta z programem telewizyjnym robiona na niemieckiej licencji. Gazeta kosztowała 1,60 zł.

## Zawartość
Czasopismo publikowało program aż 70 stacji telewizyjnych (była to wówczas druga gazeta pod względem liczby stacji, więcej miało tylko To i Owo) w danym tygodniu, którego kolorystyka poszczególnych dni tygodnia była oznaczana już na okładce gazety. Program w niej był emitowany od soboty do piątku (jak w innej gazecie wydawnictwa Bauer „To & Owo”), a nie jak w innych gazetach od piątku do czwartku. Na osobnej stronie były umieszczane programy kilku stacji platformy cyfrowej Wizji TV.
Oprócz ramówek poszczególnych stacji w tygodniku znaleźć można było informacje na temat poszczególnych programów w nich emitowanych (przykładowo w wydaniu z pierwszego tygodnia października było ich 450). Informacje te umieszczane były nie przed, a po ramówkach stacji telewizyjnych. Podzielone na poszczególne kategorie takie jak Film (filmy emitowane na antenie zagranicznych stacji były w osobnej rubryce na następnej stronie), Seriale, Kultura/Rozrywka, Przyroda/Podróże, Sport czy również pozycje przeznaczone dla dzieci i młodzieży. W gazecie były umieszczane recenzje filmów zarówno tych kinowych, na video, jak i telewizyjnych. Na jednej ze stron były nawet wymienione informacje o pozycjach w stacjach telewizyjnych, które były w następnym tygodniu od wydania gazety. Poza tym w gazecie można było znaleźć informacje z życia gwiazd, a także wywiady z nimi, czy też ich życiorysy. Gazeta publikowała też krzyżówki i informacje z zakresu telewizji i multimediów oraz muzyki, a także wykaz Video Programming System. To wszystko mieściło się na 100 stronach. Gazeta była drukowana na wysokiej jakości papierze a okładka gazety była robiona na lakierowanym papierze.